# 黒沢隆
黒沢 隆（くろさわ たかし、1941年8月20日 - 2014年3月15日）は、日本の建築家。住宅作家。建築評論家。

## 生涯
東京生まれ。
多くの建築家（仙田満、内藤廣、塚本由晴など）を輩出している戦後日本における有数の実験高校であった神奈川県立湘南高等学校卒業。
1965年日本大学理工学部経営工学科建築専攻卒業。1967年まで東京大学教養学部にて教鞭をとっていた生田勉の下での研究生を経て、1971年日本大学大学院博士課程修了。1973黒沢隆研究室を設立。住宅を中心に設計活動を展開し、建築家・磯崎新に「解体の世代」と呼ばれた。その一方で、篠原一男の住宅に対し批判を展開したことでも有名な論客として活動している。生田勉や近江栄の影響を受け、学生時代より多くの建築批評を発表。自らが設計した鎌倉の早見芸術学園で講師を務める傍ら、武基雄を筆頭に設立した鎌倉建築家倶楽部に参加。そこで広瀬鎌二などと交遊を深める。
また、黒沢は建築家としての顔以外に教育者の一面を持ち合わせている。宮脇檀が設立した日本大学生産工学部建築工学科居住空間デザインコースをはじめ、日本大学芸術学部、芝浦工業大学建築工学科、山脇学園短期大学、東海大学など若かりし頃より大学での非常勤講師を多数歴任している。
とくに日本大学理工学部建築学科近江研究室の中には非常勤講師であったにもかかわらず個人のゼミナールを有し、佐藤光彦や山中新太郎などの建築家を輩出している。後輩の建築家・山本理顕とともに歴史研究会も開催していた。
建築作品に、住宅作品として1/4円弧IWT、ル・コフレ・ルージュ、きゃっとしゃのん、アウローラなど。そのほかOCEAN3、SOHO型個人用住居単位KAO、千秋薬品角館営業所（1989年）、千秋薬品SYNAP館ANNEX（1991年）、早見芸術学園などがある。

## 著書
- 建築家の休日（丸善）
- 続建築家の休日（丸善）
- 住宅の逆説（レオナルドの飛行機出版会）
- 翳りゆく近代建築（彰国社）
- 個室群住居（住まいの図書館出版局）
- CONCEPTUAL日本建築（鹿島出版会）